# Mesocyclops sondoongensis
Mesocyclops sondoongensis – gatunek widłonoga z rodziny Cyclopidae. Nazwa naukowa tego gatunku skorupiaków została opublikowana w 2015 roku przez wietnamskiego zoologa Duc Luong Trana i polską zoolog Marię Hołyńską.